# Lungtok Gyaco

Lungtok Gyaco (1805. december 1. – 1815. március 6.), (egyéb betűzései: Lungtog Gyaco és Luntok Gyaco) a kilencedik dalai láma Tibetben.

## Élete
Lungtok Gyaco 1805-ben született a Csökor kolostorban, az egykori Kám tartományban, Tenzin Csökjong és Dondup Dolma gyermekeként.
1807-ben ismerték fel benne a 8. dalai láma reinkarnációját és még ebben az évben nagy ünnepség közepette Lhászába szállították. 1810-ben avatta be hivatalába a Potala palotában a Ganden Po-drang kormány. Fogadalmat a pancsen lámának tett, aki a Lungtok Gyaco nevet adományozta neki. Még ebben az évben régense, Ta-task Nga-wang Gon-po elhunyt, és helyére De-mo Tul-ku Nga-wang Lo-zang Tub-ten Jig-me Gya-cot választották.
1815-ben a fiatal láma megfázott a monlam ünnepségeken, és tüdőgyulladás áldozata lett. 9 éves korában bekövetkezett halála miatt csupán rövid ideig tölthette be tisztségét. "Az egész nemzet gyászba borult", amely egészen a nyolc évvel későbbi, újabb reinkarnáció felismeréséig tartott.
A rövid életű dalai lámák időszakában — a 9-12. reinkarnációig — a pancsen láma volt a legfőbb vezető.